# Twierdzenie Krejna-Krasnoselskiego-Milmana
Twierdzenie Krejna–Krasnoselskiego–Milmana – twierdzenie będące wersją twierdzenia o zbiorze wypukłym dla skończenie wymiarowych przestrzeni Banacha, udowodnione w 1948 roku przez Krejna, Krasnoselskiego i Milmana. Bywa stosowane w teorii perturbacji nieograniczonych operatorów liniowych.

## Twierdzenie
Niech E będzie skończenie wymiarową przestrzenią Banacha oraz niech M i N będą jej podprzestrzeniami liniowymi. Jeżeli wymiar M jest większy od wymiaru N, to istnieje taki wektor x0 ∈ M, że
inf { || x – x0 ||: x ∈ N } = ||x0|| > 0.

## Dowód
Udowodnimy twierdzenie najpierw pod dodatkowym założeniem, że norma przestrzeni E jest ściśle wypukła, tj. ||x+y|| < ||x|| + ||y||, gdy tylko x, y są liniowo niezależne. Wówczas dla każdego x ∈ E istnieje dokładnie jeden taki punkt y = f(x) w N, że
inf { || x – z ||: z ∈ N } = || x – f(x) ||.
Odwzorowanie x → f(x) jest ciągłe. Ponadto f(–x) = –f(x) dla wszelkich x ∈ E. Stosując twierdzenie Borsuka-Ulama do funkcji
f|SM: SM → N
wnioskujemy, że istnieje taki punkt x0 ∈ M, że f(x0) = 0. Jest to zatem szukany punkt.
Gdy E nie jest ściśle wypukła, ustalmy bazę {φ1, ..., φn} w E*. Wówczas dla każdego m
{\displaystyle \|x\|_{m}={\sqrt {\|x\|^{2}+{\tfrac {1}{m}}[|\langle \varphi _{1},x\rangle |^{2}+\ldots +|\langle \varphi _{n},x\rangle |^{2}]}}}
jest ściśle wypukłą normą w E. Oznacza to, że dla każdego m istnieje takie xm ∈ M, że
inf { || x – z ||m: z ∈ N } = || xm ||m = 1.
Ponieważ ||xm|| ≤ ||xm|| m = 1, ciąg (xm) ma podciąg zbieżny (w oryginalnej normie na E). Granica tego podciągu jest szukanym punktem x0.